# Al Atkinson
(en) Statistiques sur pro-football-reference
Allen Edward Atkinson, né le 28 juillet 1943 à Philadelphie, est un joueur américain de football américain.

## Biographie

### Enfance
Atkinson étudie à la Monsignor Bonner High School de Drexel Hill et joue dans l'équipe de football américain du lycée.

### Carrière

#### Université
Étudiant à l'université Villanova de 1961 à 1964, il évolue dans l'équipe de football pendant trois ans comme defensive tackle et offensive tackle. 

#### Professionnel
Al Atkinson est sélectionné au troisième tour de la draft de l'AFL par les Bills de Buffalo au vingt-quatrième choix mais également par les Colts de Baltimore sur le sixième tour de la draft 1965 de la NFL au quatre-vingt-quatrième choix. Buffalo appelle plusieurs fois le joueur alors que Baltimore ne l'appelle qu'une seule fois et Atkinson choisit de rejoindre les Bills. Malgré sa position de tackle à l'université, Buffalo désire en faire un linebacker et il doit apprendre une nouvelle position lors du camp d'entraînement. Cette tentative est un échec et Atkinson quitte la franchise en septembre 1965 sans avoir joué un match officiel.
En compagnie de Ray Abruzzese, il s'engage avec les Jets de New York et devient un élément important du vestiaire les années suivantes, interceptant sept passes lors de l'année 1967. Lors de la saison 1968, il reçoit une nomination pour le All-Star Game de l'AFL et remporte le Super Bowl III avec New York. Au total, Atkinson reste dix années chez les Jets et quitte la franchise en 1974 après deux saisons comme remplaçant,.